# Ladinia – Sföi culturâl dai ladins dles Dolomites
Ladinia – Sföi culturâl dai ladins dles Dolomites ist der Titel eines seit 1977 erscheinenden wissenschaftlichen Jahrbuchs, das vom Istitut Ladin „Micurá de Rü“ herausgegeben wird. Die Beiträge unterliegen einem Doppelblind-Peer-Review-Verfahren.
Ladinia wurde von Lois Craffonara begründet und veröffentlicht Studien über die ladinische Sprache sowie die Geschichte und Kultur Ladiniens. Die Beiträge sind in der Regel in deutscher oder italienischer Sprache geschrieben, um sie einer breiteren Leserschaft zugänglich zu machen. Hauptsprache ist Deutsch, Berichte über archäologische Grabungen auf italienischem Staatsgebiet werden vorwiegend in italienischer Sprache abgedruckt. Auf Ladinisch werden für gewöhnlich nur literarische Textsorten abgedruckt.
Das Jahrbuch wird redaktionell von Roland Bauer geleitet, verantwortlicher Direktor ist Leander Moroder. Das wissenschaftliche Komitee bilden Rita Franceschini, Matthias Grünert, Dieter Kattenbusch, Barbara Kostner, Hannes Obermair, Luciana Palla, Günther Pallaver, Elton Prifti, Heidi Siller-Runggaldier, Umberto Tecchiati und Federico Vicario.